# Sharp X68000 XVI Compact
Sharp X68000 XVI Compact (X68000 XVI Compact) је кућни рачунар фирме Шарп (Sharp) који је почео да се производи у Јапану током 1992. године.
Користио је Motorola MC68000 микропроцесорску јединицу а РАМ меморија рачунара је имала капацитет од 2 MB (до 12 MB). 
Као оперативни систем кориштен је Human 68K 2.03 + SX Windows 2.0.

## Детаљни подаци
Детаљнији подаци о рачунару X68000 XVI Compact су дати у табели испод.
|                       | |
| [ 1 ]                 | |
| Произвођач            | Шарп |
| Тип                   | кућни рачунар |
| Меморија              | 2 (до 12 MB) |
| Поријекло             | Јапан |
| Година                | 1992 |
| Тастатура             | тастатура са пуним помаком тастера                                                                                               |
| Процесор              | |
| Фреквенција процесора | 10/16 |
| RAM                   | 2 (до 12 MB) |
| ROM                   | 1 MB |
| Текст                 | непознато |
| Графика               | 256 x 240 / 256 x 256 / 512 x 240 / 512 x 256 / 512 x 512 / 640 x 480 / 768 x 512 / 1024 x 1024 / 128 спрајтова (16 x 16 тачака) |
| Боја                  | 65535 (16 боја у 1024 x 1024 до 65K у 512 x 512)                                                                                 |
| Звук                  | FM звук (Yamaha 2151: 2 канала / 8 гласова стерео) + PCM (OKI MSM6258V: 4 бит моно)                                              |
| Димензије             | непознато |
| Портови               | |
| Оперативни систем     | |